# Радашкович, Исаак Израилевич
Исаак Израилевич Радашкович (ивр. יצחק רדשקוביץ'‎, род. 4 июля 1947, Ленинград) — советский и израильский шахматист, мастер спорта СССР (1968), международный мастер (1976).

## Биография
Выпускник Ленинградского института точной механики и оптики.
Воспитанник шахматного кружка Ленинградского Дворца пионеров. В начале 1970-х гг. был одним из ведущих программы «Шахматная школа» на Ленинградском телевидении.
Участник полуфиналов чемпионатов СССР 1969 и 1971 гг.
Участник чемпионатов Ленинграда 1969 и 1970 гг. В чемпионате 1969 г. разделил 2—5 места, на основании лучших дополнительных показателей медали получили другие участники.
Участник чемпионата СССР среди молодых мастеров 1971 г.
В составе сборной Ленинграда серебряный призёр командного чемпионата СССР 1969 г., участник матча со сборной Праги 1970 г.
С 1973 г. постоянно проживает в Израиле.
Бронзовый призёр чемпионата Израиля 1974 г.
В составе сборной Израиля участник шахматной олимпиады 1974 г., отборочных соревнований командных чемпионатов Европы, командного чемпионата мира среди студентов 1974 г. (играл на 1-й доске).
Победитель международного турнира в Нетании (1976 г., разделил 1—2 места с А. Калдором; в 1973 г. стал победителем побочного соревнования данного турнира).
С 1978 г. не выступает в соревнованиях высокого уровня. Работал в IT-индустрии. Занимал пост президента Ассоциации новых предпринимателей Израиля.

## Основные спортивные результаты
| Год  | Город     | Соревнование                                                             | + | − | =  | Результат | Место  |
| ---- | --------- | ------------------------------------------------------------------------ | - | - | -- | --------- | ------ |
| 1968 |           | Полуфинал чемпионата ЦС ДСО «Буревестник»                                |   |   |    |           |        |
|      | Москва    | Матч Москва — Ленинград (28-я доска, против В. А. Корзина и С. Краснова) | 2 | 0 | 0  | 2 из 2    |        |
| 1969 | Батуми    | Чемпионат СССР среди студентов                                           | 5 | 6 | 4  | 7 из 15   | 10—11  |
|      | Ленинград | Чемпионат Ленинграда                                                     | 4 | 1 | 11 | 9½ из 16  | 2—5    |
|      | Барнаул   | Полуфинал 37-го чемпионата СССР                                          | 6 | 4 | 7  | 9½ из 17  | 7      |
|      | Грозный   | Командный чемпионат СССР (сборная Ленинграда, 5-я доска)                 |   |   |    |           |        |
| 1970 | Ленинград | Чемпионат Ленинграда                                                     |   |   |    |           | [ 21 ] |
|      | Ленинград | Матч Ленинград — Прага (против Л. Альстера)                              |   |   |    |           |        |
|      | Дубна     | Чемпионат СССР среди студентов                                           |   |   |    | 7½ из 15  |        |
| 1971 | Алма-Ата  | Полуфинал 39-го чемпионата СССР                                          |   |   |    |           |        |
|      | Вильнюс   | Чемпионат СССР среди молодых мастеров                                    |   |   |    |           | [ 22 ] |
| 1973 | Нетания   | Международный турнир (турнир В)                                          | 6 | 0 | 5  | 8½ из 11  | 1      |
| 1974 | Тель-Авив | Чемпионат Израиля                                                        | 9 | 4 | 2  | 10 из 15  | 3—4    |
|      | Ницца     | XXI Олимпиада (сборная Израиля, 2-й запасной)                            | 6 | 1 | 1  | 6½ из 8   |        |
|      | Тиссайд   | Командный чемпионат мира среди студентов (сборная Израиля, 1-я доска)    | 4 | 2 | 6  | 7 из 12   |        |
| 1975 | Нетания   | Международный турнир                                                     | 3 | 4 | 4  | 5 из 11   | [ 25 ] |
| 1976 | Афины     | Полуфинал командного чемпионата Европы (сборная Израиля, 3-я доска)      | 2 | 1 | 3  | 3½ из 6   |        |
|      | Хайфа     | Чемпионат Израиля                                                        |   |   |    | 8 из 15   | 7      |
|      | Беэр-Шева | Международный турнир                                                     | 2 | 3 | 6  | 5 из 11   | 8—10   |
|      | Нетания   | Международный турнир                                                     | 6 | 2 | 3  | 7½ из 11  | 1—2    |
| 1977 | Нетания   | Международный турнир                                                     | 1 | 4 | 6  | 4 из 11   | 10     |
| 1978 | Амстердам | Полуфинал командного чемпионата Европы (сборная Израиля, 7-я доска)      | 1 | 1 | 2  | 2 из 4    |        |
|      | Тель-Авив | Чемпионат Израиля                                                        | 4 | 8 | 3  | 5½ из 15  | 11—12  |

## Изменения рейтинга
| Графики недоступны из-за технических проблем. См. информацию на Фабрикаторе и на mediawiki.org. |